# Monica Iacob Ridzi
Monica Maria Iacob Ridzi, née le 30 juin 1977 à Petroșani, est une femme politique roumaine.
Membre du Parti démocrate-libéral, elle est députée européenne de 2007 à 2008, ministre de la Jeunesse et du Sport du Gouvernement Boc I de 2008 à 2009 et députée roumaine de 2004 à 2007, de 2008 à 2012 et de 2012 à 2015.